# 京都市立朱雀中学校
京都市立朱雀中学校（きょうとしりつ すざくちゅうがっこう）は、京都府京都市中京区にある公立中学校。なお、本項ではかつて同校地にあった朱雀第五小学校と、同校が位置する地域における、京都市内の地域自治の単位である元学区（学区）の朱雀第五学区についても解説する。

## 概要
朱雀中学校は、京都市中京区壬生中川町に位置し、戦後の学制改革に際して昭和22年（1947年）に新制中学校として、朱雀第五小学校の校地・校舎を転用して開校した。

## 沿革
- 1947年（昭和22年）5月1日 - 朱雀第五小学校の校地・校舎を転用し、新制中学校として京都市立朱雀中学校が開校[1][3]。
- 1957年（昭和32年）11月 - 校歌制定[1]。

## 通学区域
朱雀中学校の通学区域は、朱雀第一小、朱雀第四小、朱雀第六小の通学区域の一部と、朱雀第七小の通学区域全域である。

## 周辺
学校周辺については、当該校が含まれる元学区について説明する「#朱雀第五学区」の節を参照。

## 交通
公共交通機関の最寄駅・停留所は以下のとおり。
鉄道
- 京福電気鉄道嵐山本線（嵐電） 西大路三条駅・西院駅
- JR山陰本線（嵯峨野線）・京都市営地下鉄東西線 二条駅

路線バス
- 京都市営バス・京都バス 四条御前通停留所

## 朱雀第五小学校
朱雀第五小学校（すざく/すじゃく/しゅじゃく だいごしょうがっこう）は、1930年（昭和5年）に開校し、1941年（昭和16年）4月に国民学校となったのち、1943年（昭和18年）に初等科を廃し、高等科単独の国民学校となった。初等科の児童は、朱雀第一、朱雀第四、朱雀第六、朱雀第七の4校に編入された。
戦後の学制改革により、同校の校地校舎を転用した朱雀中学校の開校に伴い閉校した。

### 沿革
- 1930年（昭和5年）8月27日 - 朱雀第五尋常小学校開校[1]。
- 1941年（昭和16年）4月 - 国民学校令により京都市朱雀第五国民学校に改称[1]。
- 1943年（昭和18年）4月 - 初等科を廃し、高等科単独の国民学校となる[5]。同校の児童は朱雀第一、朱雀第四、朱雀第六、朱雀第七の4校に編入。
- 1947年（昭和22年）
  - 4月1日 - 学制改革により京都市立朱雀第五小学校に改称[1]。
  - 5月1日 - 朱雀中学校開校に伴い閉校[1]。

## 朱雀第五学区
朱雀第五学区（すざくだいごがっく）は、京都市の学区（元学区）のひとつ。京都市中京区に位置する。かつての朱雀第五小学校の通学区域を範囲とする、京都市の地域自治の単位となっている。
朱雀第五学区の名称の朱雀のもととなるのは明治22年（1889年）の町村制施行に伴い、聚楽廻、西京村、壬生村が合併して成立した朱雀野村である。朱雀野村は大正7年（1918年）に西院村の一部と共に京都市下京区（当時）に編入され、編入された区域は下京第34学区となった。
下京第34学区は、昭和4年（1929年）に、学区名が小学校名により改称され、上京区・下京区から、左京区・中京区・東山区が分区されると、朱雀学区となり、中京区に属した。
学区内には、明治37年（1904年）に朱雀野小（のちに朱雀第一小と改称）が創立し、大正元年（1912年）には朱雀野第二小（のちに朱雀第二小と改称）、大正10年（1921年）には松原小（のちに朱雀第三小と改称）、昭和4年（1929年）に朱雀第四小、昭和5年（1930年）に朱雀第五小、昭和7年（1932年）に朱雀第六小、昭和8年（1933年）に朱雀第七小、昭和12年（1937年）に朱雀第八小が創立された。
昭和16年（1941年）に国民学校令の施行により学区の根拠が失われ（京都市の学区そのものは昭和17年（1942年）に廃止）、昭和16年6月に国民学校の通学区域を単位とする町内会連合会が発足。朱雀第五国民学校の通学区域を単位として朱雀第五町内会連合会が設置され、戦後のポツダム政令による解体ののち、住民自治の単位である現在の朱雀第五学区となった。

### 地理
朱雀第五学区は、北側が朱雀第四学区と朱雀第六学区、東側が朱雀第一学区、南側が朱雀第三学区と朱雀第七学区、西側が右京区の西院第一学区と接する。区域は、概ね北は御池通、東はJR山陰本線、南は四条通、西は右京区界であり、壬生・西ノ京を冠称する町の一部から構成される。面積は0.557 平方キロメートルである。

### 人口・世帯数
京都市内では、概ね元学区を単位として国勢統計区が設定されており、朱雀第五学区の区域に設定されている国勢統計区（中京区第10国勢統計区）における令和2年（2020年）10月の人口・世帯数は8,896人、4,424世帯である。

### 朱雀第五学区の通り

#### 東西の通り
- 御池通
- 姉小路通
- 三条通（京都府道112号二条停車場嵐山線）
- 六角通
- 蛸薬師通
- 四条通（京都市道186号嵐山祇園線）

#### 南北の通り
- 七本松通
- 太平通
- 旧御前通
- 御前通
- 天神通

### 朱雀第五学区の町名
- 壬生花井町[町 1]
- 西ノ京小倉町
- 西ノ京東月光町
- 壬生中川町
- 壬生淵田町
- 壬生東淵田町
- 壬生神明町
- 壬生天池町[町 1]
- 壬生森町
- 壬生上大竹町[町 2]
- 壬生東大竹町
- 壬生西大竹町
- 西ノ京栂尾町
- 壬生仙念町[町 3]

1. 1 2  JR山陰本線以西が朱雀第五学区に含まれる。以東は朱雀第一学区となる。
2. ↑  一部が朱雀第四学区に含まれる。
3. ↑  一部が朱雀第七学区に含まれる。

### 交通
鉄道
- 京福電気鉄道嵐山本線（嵐電）
  - 西院駅[注釈 7]
- JR山陰本線・京都市営地下鉄東西線
  - 二条駅

路線バス
- 京都市営バス停留所
  - 二条駅西口
  - 四条中新道
  - 四条御前通
- 京都バス停留所
  - 四条中新道

### 主な施設
教育機関
- 京都両洋高等学校（壬生上大竹町）
- 京都市立朱雀中学校（壬生中川町）

公的施設
- 京都労働者総合会館 ラボール京都（壬生仙念町）

郵便局
- 西院郵便局（壬生仙念町）

複合施設
- BiVi二条（西ノ京栂尾町）

主な企業
- NISSHA（壬生花井町）

### 歴史
史跡
- 朱雀院
- 西三条第（三条院）[14]